# يرمول نلسوني
يرمول نلسوني (الاسم العلمي:Ammospermophilus nelsoni) (بالإنجليزية: Nelson’s Antelope Squirrel)‏ هو نوع من الحيوانات يتبع جنس اليرمول من فصيلة سنجابية.